# Buxus marginalis
Buxus marginalis är en buxbomsväxtart som beskrevs av Ignatz Urban. Buxus marginalis ingår i släktet buxbomar, och familjen buxbomsväxter. Inga underarter finns listade i Catalogue of Life.